# Occidental Petroleum
Occidental Petroleum Corporation (kurz Oxy) ist ein international tätiges US-amerikanisches Unternehmen, das auf dem Gebiet der Exploration und Förderung von Erdöl und Erdgas tätig ist. Derzeitige Vorsitzende und CEO des Unternehmens ist Vicki A. Hollub (seit April 2016). Von 1990 bis 2013 war dies Ray Irani und danach Stephen Chazen. Prägend für die Entwicklung des 1920 gegründeten Unternehmens war die Zeit unter Armand Hammer von 1953 bis 1986.

## Öl und Gas
| Fördermengen (Stand 2015)       | Reser- ven | Förde- rung |
| ------------------------------- | ---------- | ----------- |
| Erdöl (in Mio. Barrel)          | 01309      | 0159        |
| NGLs (in Mio. Barrel)           | 0330       | 027         |
| Erdgas (in Mrd. Kubikfuß / bcf) | 03368      | 0360        |

Occidental Petroleum ist führend in der tertiären Ölgewinnung im Permian Basin (Texas) tätig. Außerhalb der USA fördert das Unternehmen in den Vereinigten Arabischen Emiraten (40 Prozent des Gasfelds Al Hosn), Katar (24,5 Prozent am Dolphin-Gasprojekt), Oman (Erdöl) und Kolumbien (Erdöl).
Occidentals Vorkommen im Hugoton Basin erschöpften sich 2014, die im Williston Basin (North Dakota) wurden im November 2015 verkauft.
Bei den Auktionen des irakischen Ölministeriums erhielt ein Konsortium bestehend aus der italienischen ENI, der KOGAS und Occidental Petroleum den Zuschlag für das Zubair-Ölfeld, benannt nach der naheliegenden Stadt Zubair. Das Feld enthält geschätzte Reserven von mindestens 6,6 Milliarden Barrel Erdöl. 2015 kündigte Occidental Petroleum den Verkauf seiner Anteile an.
Aufgrund der Konflikte in Jemen und Libyen beendete bzw. reduzierte Occidental Petroleum sein Engagement dort.
Die Führung der ebenfalls in der Erdöl- und Erdgasförderung tätigen Anadarko Petroleum stimmte im Mai 2019 einem Übernahmeangebot zu, das Occidental unterbreitete.

## Chemie
| Produkt                    | Kapazität (Tsd. t) |
| -------------------------- | ------------------ |
| Chlor                      | 03450              |
| Natronlauge                | 03600              |
| Organochlorverbindungen    | 0400               |
| Kaliumverbindungen         | 0360               |
| Ethylendichlorid           | 0950               |
| chlorierte Isocyanurate    | 060                |
| Natriumsilikate            | 0550               |
| Calciumchlorid             | 0640               |
| Vinylchlorid-Monomer (VCM) | 02800              |
| Polyvinylchlorid (PVC)     | 01700              |
| Resorcin                   | 023                |

Die Occidental Petroleum ist mit OxyChem (Occidental Chemical Corporation) und der INDSPEC Chemical Corporation Eigentümer zahlreicher Chemiewerke. OxyChem stellt überwiegend Basischemikalien auf Grundlage der Chloralkali-Elektrolyse, wie Chlormethan, Dichlormethan, Chloroform (Trichlormethan), Tetrachlormethan, Ethylendichlorid, Tetrachlorethen, Calciumchlorid, Chlorwasserstoff (bzw. Salzsäure), Natriumhypochlorit, Natriumhydroxid und Kaliumhydroxid her.
OxyChem ist der weltweit größte Hersteller von Calciumchlorid und Nordamerikas zweitgrößter PVC-Hersteller. Die INDSPEC aus Petrolia (Pennsylvania) ist der größte Hersteller von Resorcin und Resorcinharzen auf der Welt.
Zusammen mit Church & Dwight wird das Joint Venture Armand Products, der größte Hersteller von Kaliumcarbonat und Kaliumhydrogencarbonat, betrieben.

## Kritik
Bekanntheit erlangte Occidental Petroleum 1988 durch die Katastrophe der Bohrinsel Piper Alpha. Der Staat Ecuador kündigte im Mai 2006 einseitig die Konzessionsverträge mit Oxy, da er dem Konzern zahlreiche Menschenrechtsverletzungen gegenüber den Shuar-Indianern vorwarf.